# Léon Scieur
Léon Scieur, född den 19 mars 1888 i Florennes, död den 7 oktober 1969 på samma plats, var en belgisk landsvägscyklist som var professionell från 1913 till 1925, Hans främsta merit var segerm i Tour de France 1921. Därutöver vann han Liège-Bastogne-Liège 1920.

## Meriter

### Amatör
| 1911 10:a i Liège-Bastogne-Liège (amatörer) | 1912 9:a i Liège-Bastogne-Liège (amatörer) |

### Professionell
| 1913 3:a i Etoile Carolorégienne 3.a i Tour du Hainaut 4:a totalt i Belgien runt Vinnare av etapp 7 10:a i Paris-Tours 1914 5:a totalt i Belgien runt 1919 4:a totalt i Tour de France 7:a i linjelopp vid Belgiska mästerskapen 9:a i Paris-Bryssel 1920 Vinnare av Liège-Bastogne-Liège 4:a totalt i Tour de France Vinnare av etapp 11 7:a i linjelopp vid Belgiska mästerskapen | 1921 Vinnare totalt av Tour de France Vinnare av etapperna 3 och 10 3:a i Paris-Roubaix 6:a i Liège-Bastogne-Liège 10:a i linjelopp vid Belgiska mästerskapen 1922 3:a i Giro della Provincia Milano med Firmin Lambot 5:a i linjelopp vid Belgiska mästerskapen 7:a i GP Wolber 8:a i Paris-Roubaix 1923 3:a i Circuit de Champagne 3:a i GP d'Automne 5:a i Liège-Bastogne-Liège |